# Arvède Barine
Arvède Barine, pseudonimo di Louise-Cécile Bouffé, coniugata Vincens (Parigi, 17 novembre 1840 – Parigi, 14 novembre 1908), è stata una scrittrice, critica letteraria e storica francese.

## Biografia
Nata a Parigi nel 1840, Arvède Barine si affermò come autrice di saggi psicologici in cui ritraeva personaggi storici e scrittori quali Cristina di Svezia, Edgar Allan Poe, George Eliot, Francesco d'Assisi, Ernst Theodor Amadeus Hoffmann e altri ancora. Nutrì un grande interesse per la storia francese del XVII secolo e, in particolare, per la vita di Anna Maria Luisa d'Orléans, che ripercorse in due libri. 
I suoi saggi e articoli di critica letteraria apparvero sulle pagine di riviste di alto profilo, come Revue des deux Mondes, Revue politique et littéraire, La Nouvelle Revue, Journal des débats, Le Figaro e la Revue de Paris. Realizzò anche traduzioni in lingua francese di scritti di Herbert Spencer e Lev Tolstoj.
Nel corso della sua carriera vinse quattro premi dell'Académie française: il Prix Botta nel 1888, il Prix d'éloquence nel 1890, il Prix Vitet nel 1894 e il Prix Estrade-Delcros nel 1901. Nel 1905, invece, fece parte della giuria della prima edizione del Prix Femina.
Moglie di Charles Vincens, fu a lungo grande amica della pedagogista Marie Souvestre, ma il loro rapporto si incrinò a causa dell'Affare Dreyfus, durante il quale le due donne si schierarono su fronti opposti. Morì nel XVII arrondissement di Parigi nel 1908, tre giorni prima del suo sessantottesimo compleanno. 

## Opere
- L'Œuvre De Jésus-Ouvrier. Les Cercles catholiques, origines, organisation, action (1879)
- Portraits de femmes. Madame Carlyle. George Eliot. Un couvent de femmes en Italie en  XVIe siècle. Psychologie d'une sainte. Sophie Kovalewski (1887)
- Essais et Fantaisies (1888)
- Princesses et grandes dames. Marie Mancini. La Reine Christine. Une princesse arabe. La duchesse du Maine. La margrave de Bayreuth (1890).
- Alfred de Musset (1891)
- Bernardin de Saint-Pierre (1891)
- Bourgeois et gens de peu. Un juif polonais  (Salomon Maimon). Bourgeois d'autrefois (la famille Goethe). Une âme simple (mémoires d'un illettré). Un évadé de la civilisation (John Nelson). Les Gueux d'Espagne (Lazarillo de Tormes) (1894)
- Névrosés : Hoffman, Quincey, Edgar Poe, G. de Nerval (1898)
- Saint François d'Assise et la légende des trois compagnons (1901)
- La Jeunesse de la Grande Mademoiselle (1627-1652) (1901)
- Louis XIV et la Grande Mademoiselle (1652-1693) (1905)
- Madame, mère du Régent, 1652-1722 (1909)